# Matts Jansson
Matts Jansson, född 19 april 1957 i Köping, är en svensk före detta friidrottare (långdistanslöpare). Han tävlade för Enhörna IF.